# Sovetsk (Kaliningrad oblast)
 For alternative betydninger, se Sovetsk. (Se også artikler, som begynder med Sovetsk)
Sovetsk (russisk: Советск, tr. Sovetsk), indtil 1946 kendt som Tilsit (tysk: Tilsit; polsk: Tylża; litauisk: Tilžė), er en by i Rusland. Byen ligger i Kaliningrad oblast, der er en russisk eksklave ved Østersøen mellem Polen og Litauen.
Sovetsk ligger ved floden Nemunas, der udgør grænsen til Litauen. Byen har 38.614 (2023) indbyggere. Den blev nævnt første gang i 1288  og var tidligere en del af Østpreussen, og var da kendt som Tilsit.
I 1807 undertegnede Napoleon 1. af Frankrig og zar Alexander 1. af Rusland en ikke-angrebspagt i Tilsit (Freden i Tilsit).

## Historie
Byen har været tysk siden 1406 og ved en afstemning i 1919 stemte 95,8 % for fortsat tilhørsforhold til Tyskland, blandt dem også de fleste af de ca. 1000 litauere, som boede i byen. Byen havde i 1939 56.573 indbyggere. I januar 1945 blev byen efter svære kampe, som førte til ødelæggelse af 80% af byens bygninger, indtaget af Den røde hær, efter de tyske indbyggere var flygtet.

## Berømte bysbørn
- Ludwig Aegidi (1825–1901) – tysk jurist og politiker
- Gustaf Kossinna (1858–1931) – tysk arkæolog og lingvist
- Armin Mueller-Stahl (født 1930) – tysk Oscar-nomineret skuespiller
- Edgar Froese (1944–2015) – tysk kunstner og elektronisk musikpioner, grundlægger af den elektroniske musikgruppe Tangerine Dream